# Virtual Hero
Virtual Hero es una serie de televisión de animación hispano-surcoreana creada por el youtuber Rubén Doblas «el Rubius», y producida por Movistar+ y Zeppelin TV, basada en el cómic que publicó el mismo en 2015. Los seis primeros capítulos se lanzaron bajo demanda el 12 de octubre de 2018 y posteriormente se fue añadiendo uno por semana a partir del 23 de noviembre. El 11 de octubre de 2018 a las 22:00 horas se produjo el estreno mundial con el cuarto episodio denominado La hora del té en el canal de YouTube del creador. La serie también se puede ver los lunes y jueves a las 21:30 horas desde el 15 de octubre en #0. La serie ha contado con el Estudio Motion Pictures de Barcelona y el Estudio Jaruyi de Seúl para su creación.
El 3 de octubre de 2018, se publicó en el canal de YouTube de El Rubius un documental sobre la creación de la serie llamado De Rubén a Rubius: el viaje de un Virtual Hero.
En septiembre de 2020, Movistar+ anunció la no continuidad de la serie tras dos temporadas.

## Sinopsis
Virtual Hero cuenta las aventuras de Rubius, que es uno de la centena de jugadores elegidos para probar las gafas ORV, un aparato de realidad virtual acerca de videojuegos para poder experimentarlos y jugar con ellos.
Directamente conectadas a tu cerebro a través de varios claves, las gafas ORV te llevarán a un mundo de videojuegos donde parecen reales, los cuales son interactivos: Los universos de los videojuegos. Lo que Rubius no imagina es que todo forma parte de un malvado plan del villano Trollmask, el cual tiene todo acerca del centenar de jugadores retenidos en este mundo virtual para que sean testigos de su conquista sobre él. Junto a dos personas (Sakura y Zombirella) y dos IA (G4t0 y Slimmer), Rubius llevará a cabo diferentes batallas por liberar a todos del perverso plan de Trollmask, conociendo los diferentes mundos virtuales. Según El Rubius, esta serie esta completamente inspirada en series anime como Sword Art Online.

## Reparto
| Rubén Doblas          | Rubius          | Protagonista | Protagonista |  |  |  |  |  |  |
| Graciela Molina       | Sakura          | Protagonista | Protagonista |  |  |  |  |  |  |
| Nuria Trifol          | Zombirella      | Protagonista | Protagonista |  |  |  |  |  |  |
| Sergio Zamora         | Trollmask       | Protagonista | Estelar      |  |  |  |  |  |  |
| Juan Carlos Gustems   | Slimmer         | Protagonista | Protagonista |  |  |  |  |  |  |
| Elisabet Bargalló     | G4t0            | Protagonista | Protagonista |  |  |  |  |  |  |
| Joël Mulachs          | Demonika        | Protagonista | Protagonista |  |  |  |  |  |  |
| Miguel Ángel Rogel    | Mangel          | Protagonista | Estelar      |  |  |  |  |  |  |
| Pep Sais              | Gurú            | Protagonista |              |  |  |  |  |  |  |
| Carmen Calvell        | Silueta         | Protagonista | Protagonista |  |  |  |  |  |  |
| -                     | Godmogon        | Protagonista | Protagonista |  |  |  |  |  |  |
| -                     | Ust             | Protagonista |              |  |  |  |  |  |  |
| -                     | Valkyn          |              | Protagonista |  |  |  |  |  |  |
| -                     | Screamer        |              | Protagonista |  |  |  |  |  |  |
| -                     | Dreamer         |              | Protagonista |  |  |  |  |  |  |
| -                     | Smoker          |              | Protagonista |  |  |  |  |  |  |
|                       |                 |              |              |  |  |  |  |  |  |
| Daniel García         | Capitán Legarde | Recurrente   | Recurrente   |  |  |  |  |  |  |
| Marina García Guevara | Maddy Model     | Recurrente   | Recurrente   |  |  |  |  |  |  |
| -                     | Olga            | Recurrente   | Recurrente   |  |  |  |  |  |  |
| Hector García         | Sven            | Recurrente   | Recurrente   |  |  |  |  |  |  |
| Ramón Canals          | Sr. Patitas     | Recurrente   |              |  |  |  |  |  |  |
| Jordi Ribes           | Limón 4K        | Recurrente   |              |  |  |  |  |  |  |
| Marta Barbará         | Nancy           | Recurrente   |              |  |  |  |  |  |  |
| Raúl Rodríguez        | Ben             | Recurrente   | Recurrente   |  |  |  |  |  |  |
| Rafael Calvo          | Profesor Brasas | Recurrente   | Recurrente   |  |  |  |  |  |  |
| Alfonso Vallés        | Armadurón       | Recurrente   |              |  |  |  |  |  |  |

## Episodios

### Temporada 1 (1ª parte): 2018
| N.º episodio | Título                                  | Director       | Guionistas              | Fecha de emisión      |
| ------------ | --------------------------------------- | -------------- | ----------------------- | --------------------- |
| 1            | «Un artefacto misterioso»               | Alexis Barroso | Juan Torres y El Rubius | 12 de octubre de 2018 |
| 2            | «Monstruo de ciudad, monstruo de campo» | Alexis Barroso | Juan Torres y El Rubius | 12 de octubre de 2018 |
| 3            | «Cosas grandes y cuadradas»             | Alexis Barroso | Juan Torres y El Rubius | 12 de octubre de 2018 |
| 4            | «La hora del té»                        | Alexis Barroso | Juan Torres y El Rubius | 12 de octubre de 2018 |
| 5            | «Animalitos sueltos»                    | Alexis Barroso | Juan Torres y El Rubius | 12 de octubre de 2018 |
| 6            | «La batalla de Puerto Panoli»           | Alexis Barroso | Juan Torres y El Rubius | 12 de octubre de 2018 |

### Temporada 1 (2ª parte): 2018
| N.º episodio | Título                | Director       | Guionistas              | Fecha de emisión        |
| ------------ | --------------------- | -------------- | ----------------------- | ----------------------- |
| 7            | «Un mundo real»       | Alexis Barroso | Juan Torres y El Rubius | 23 de noviembre de 2018 |
| 8            | «Doppelgänger»        | Alexis Barroso | Juan Torres y El Rubius | 30 de noviembre de 2018 |
| 9            | «Un pirata metepatas» | Alexis Barroso | Juan Torres y El Rubius | 7 de diciembre de 2018  |
| 10           | «Yourface»            | Alexis Barroso | Juan Torres y El Rubius | 14 de diciembre de 2018 |
| 11           | «Cyberblade»          | Alexis Barroso | Juan Torres y El Rubius | 21 de diciembre de 2018 |
| 12           | «Reverso tenebroso»   | Alexis Barroso | Juan Torres y El Rubius | 28 de diciembre de 2018 |

### Temporada 2 (Virtual Hero 2): 2020
| N.º episodio | Título                                     | Director       | Guionistas              | Fecha de emisión      |
| ------------ | ------------------------------------------ | -------------- | ----------------------- | --------------------- |
| 13           | «Alas negras»                              | Alexis Barroso | Juan Torres y El Rubius | 28 de febrero de 2020 |
| 14           | «Actualizaciones»                          | Alexis Barroso | Juan Torres y El Rubius | 28 de febrero de 2020 |
| 15           | «Sacrificios»                              | Alexis Barroso | Juan Torres y El Rubius | 28 de febrero de 2020 |
| 16           | «Los que vienen a morir te saludan, Maddy» | Alexis Barroso | Juan Torres y El Rubius | 28 de febrero de 2020 |
| 17           | «Retazos del pasado»                       | Alexis Barroso | Juan Torres y El Rubius | 28 de febrero de 2020 |
| 18           | «Game (not) over»                          | Alexis Barroso | Juan Torres y El Rubius | 28 de febrero de 2020 |

## Recepción
Durante la emisión de los cinco primeros episodios (de un total de 12), la serie obtuvo un promedio de 3000 espectadores, un 0,02% de cuota de pantalla, convirtiéndose en la serie menos vista de Movistar+, seguida por Skam España con un 0,05%.